# Messier 87
Messier 87 (også kendt som Virgo A eller NGC 4486, typisk forkortet til M87) er en enorm elliptisk galakse i stjernebilledet Jomfruen. M87 er en af de største galakser i det lokale univers. ("Det lokale univers" er ikke en stringent defineret term, men det bliver ofte opfattet som den del af universet ud til afstande mellem 50 millioner til én milliarder lysår.) M87 har en jet af energirigt plasma som har oprindelse ved galaksekernen og der strækker sig mindst 1500 parsec (4900 lysår) og plasmaet har relativistisk hastighed. M87 er en af de energirigeste radiokilder på himlen og er derfor både populær blandt amatører og professionelle astronomer.
Den franske astronom Charles Messier opdagede M87 i 1781 og katalogiserede den som en stjernetåge, da han søgte efter objekter som kometjægere ville tro var kometer. M87 er omkring 16,4 megaparsec (53 millioner lysår) fra Jorden og er den næstklareste galakse i den nordlige del af Virgohoben, der har mange satellitgalakser.
Den 10. april 2019 blev det annonceret på en pressekonference i Bruxelles, at man for første gang i historien havde taget et billede af et sort hul. Det supermassive sorte hul i centrum af M87, der benævnes  M87*, er optaget ved hjælp af radio-interferometri. Man selvfølgelig ikke lave et billede af det sorte hul, men man har lavet billeder i falske farver fra otte radioteleskopers modtagne radiobølger med en bølgelængde på 1,3 mm (EHF; millimeterbølger) udenfor, men tæt på, det supermassive sorte huls begivenhedshorisont i centrum af galaksen M87. Via Event Horizon Telescope samarbejdet har man estimeret M87* til at have en masse på (6,5 ± 0,2stat ± 0,7sys ) × 109 solmasser. Det er en af de højeste kendte masser for sådan et objekt.